# ليو سبينس
ليو سبينس (بالإنجليزية: Lew Spence)‏ هو كاتب أغاني أمريكي، ولد في 29 يونيو 1920، وتوفي في 9 يناير 2008.

## وصلات خارجية
- ليو سبينس على موقع IMDb (الإنجليزية)
- ليو سبينس على موقع ميوزك برينز (الإنجليزية)
- ليو سبينس على موقع قاعدة بيانات برودواي على الإنترنت (الإنجليزية)
- ليو سبينس على موقع أول ميوزيك (الإنجليزية)
- ليو سبينس على موقع ديسكوغز (الإنجليزية)